# Cuenca (Ekwador)
Cuenca [kuɛn.ka] (pełna nazwa: Santa Ana de los cuatro rios de Cuenca) – miasto w południowym Ekwadorze, w kotlinie śródgórskiej (Andy), przy Drodze Panamerykańskiej, stolica prowincji Azuay. Trzecie co do wielkości miasto Ekwadoru, około 345 tys. mieszkańców (2013). Ze względu na zabytkową zabudowę centrum znajduje się na liście światowego dziedzictwa UNESCO.
W mieście rozwinął się przemysł włókienniczy, chemiczny, spożywczy, odzieżowy.

## Miasta partnerskie
- Concepción, Chile
- Cuenca, Hiszpania
- Cuzco, Peru
- Hawana, Kuba

## Galeria

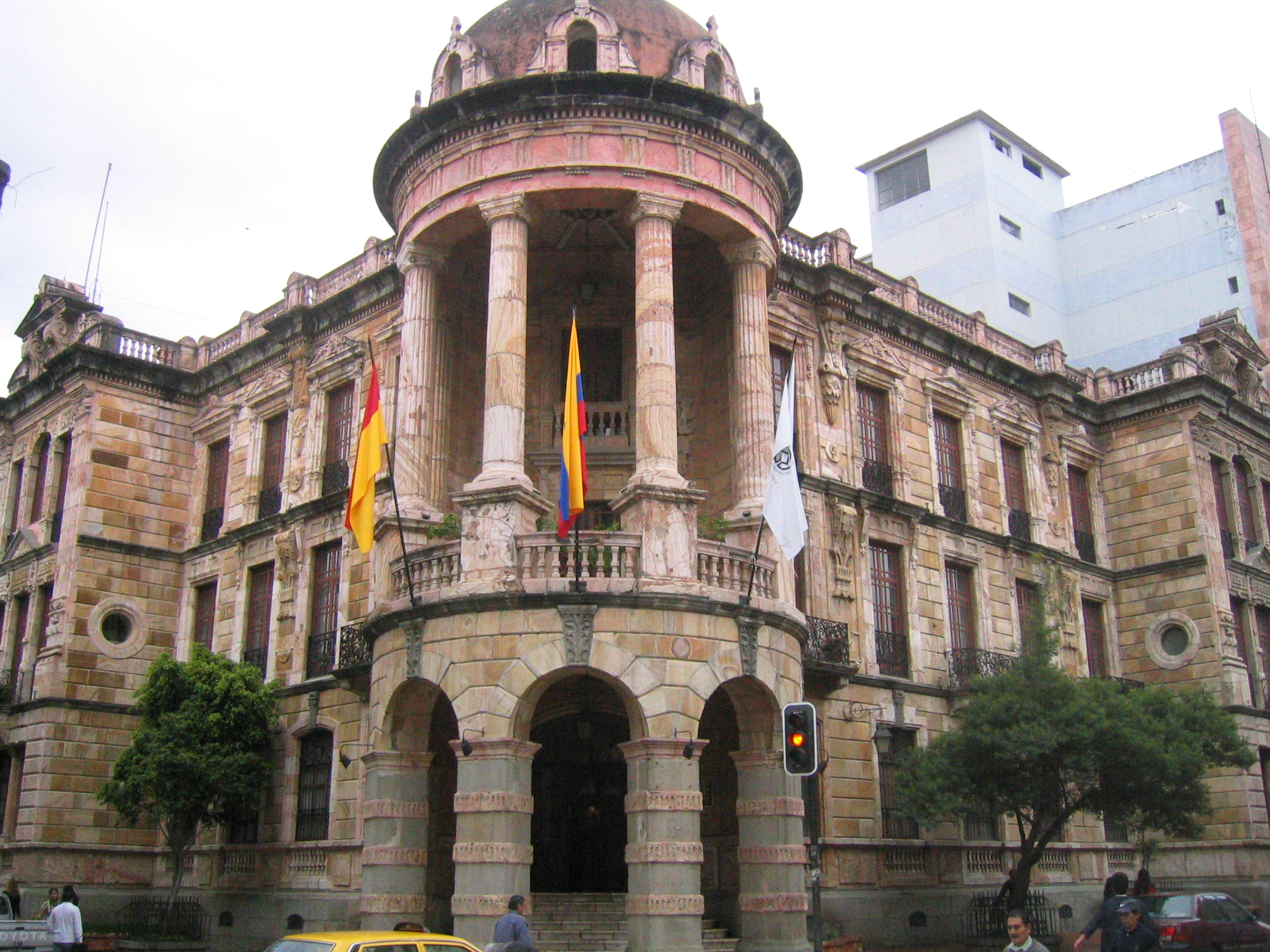
Ratusz w Cuenca przy ulicy Bolivar
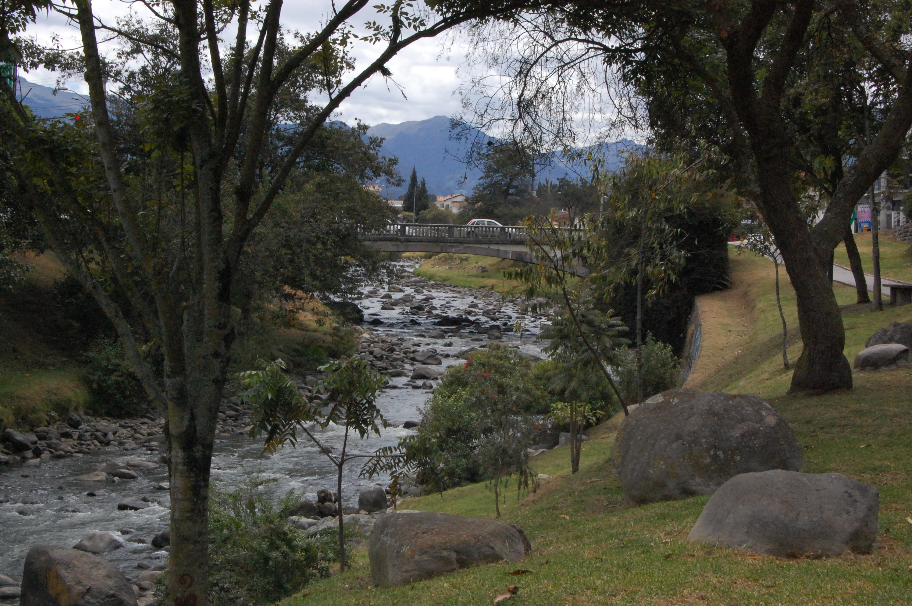
Rzeka Tomebamba płynąca nieopodal centrum miasta
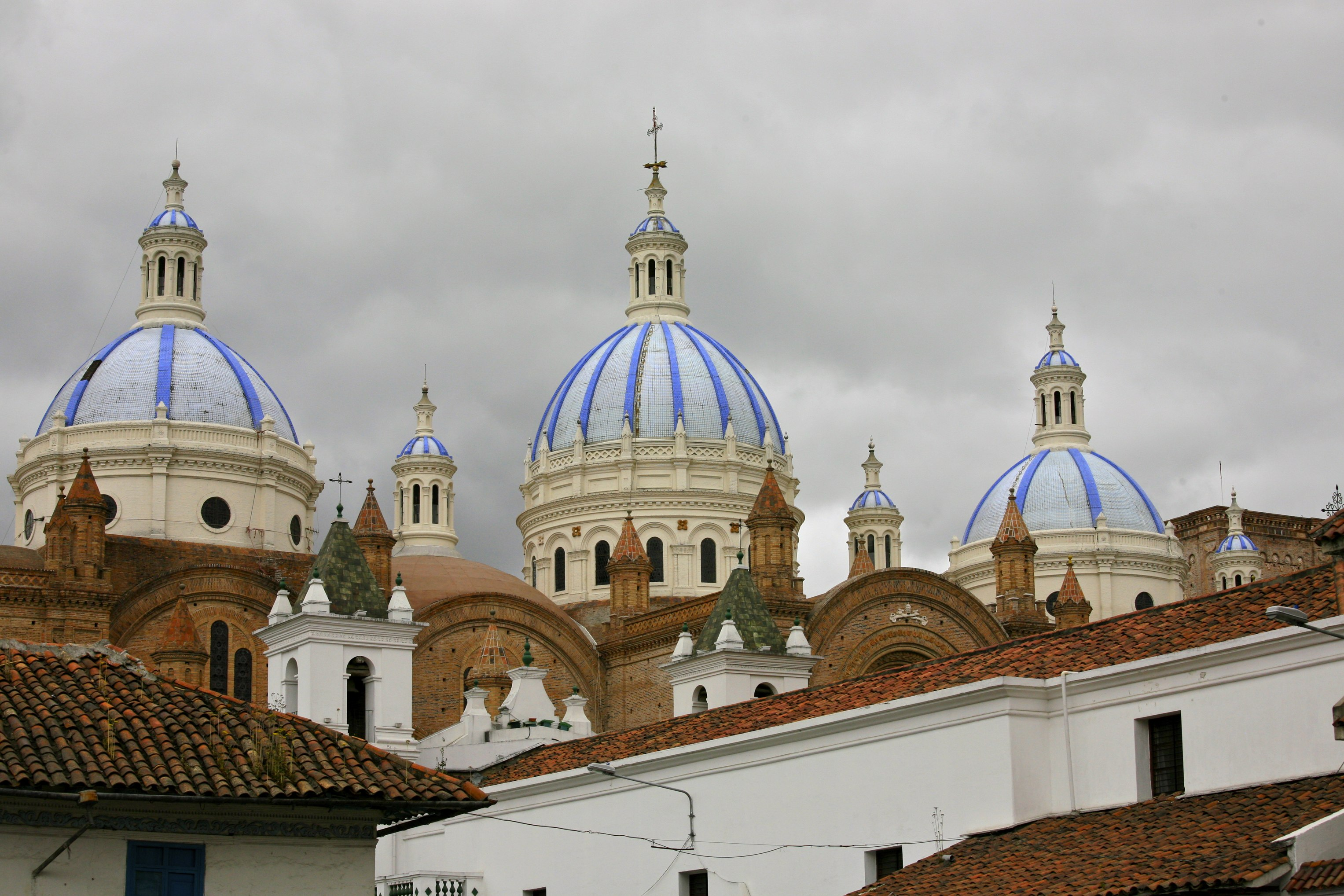
Katedra Niepokalanego Poczęcia NMP
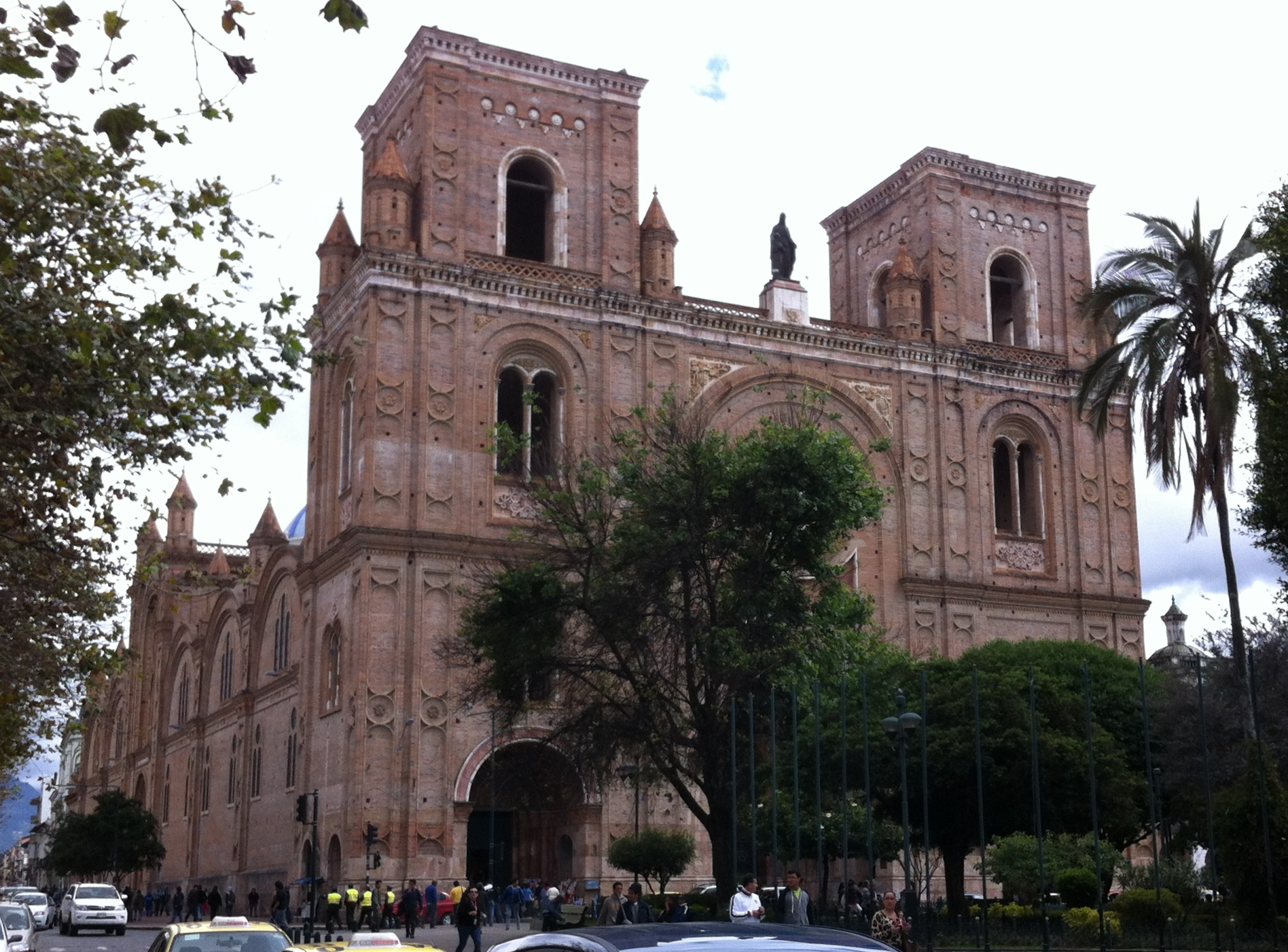
Fasada katedry w Cuenca
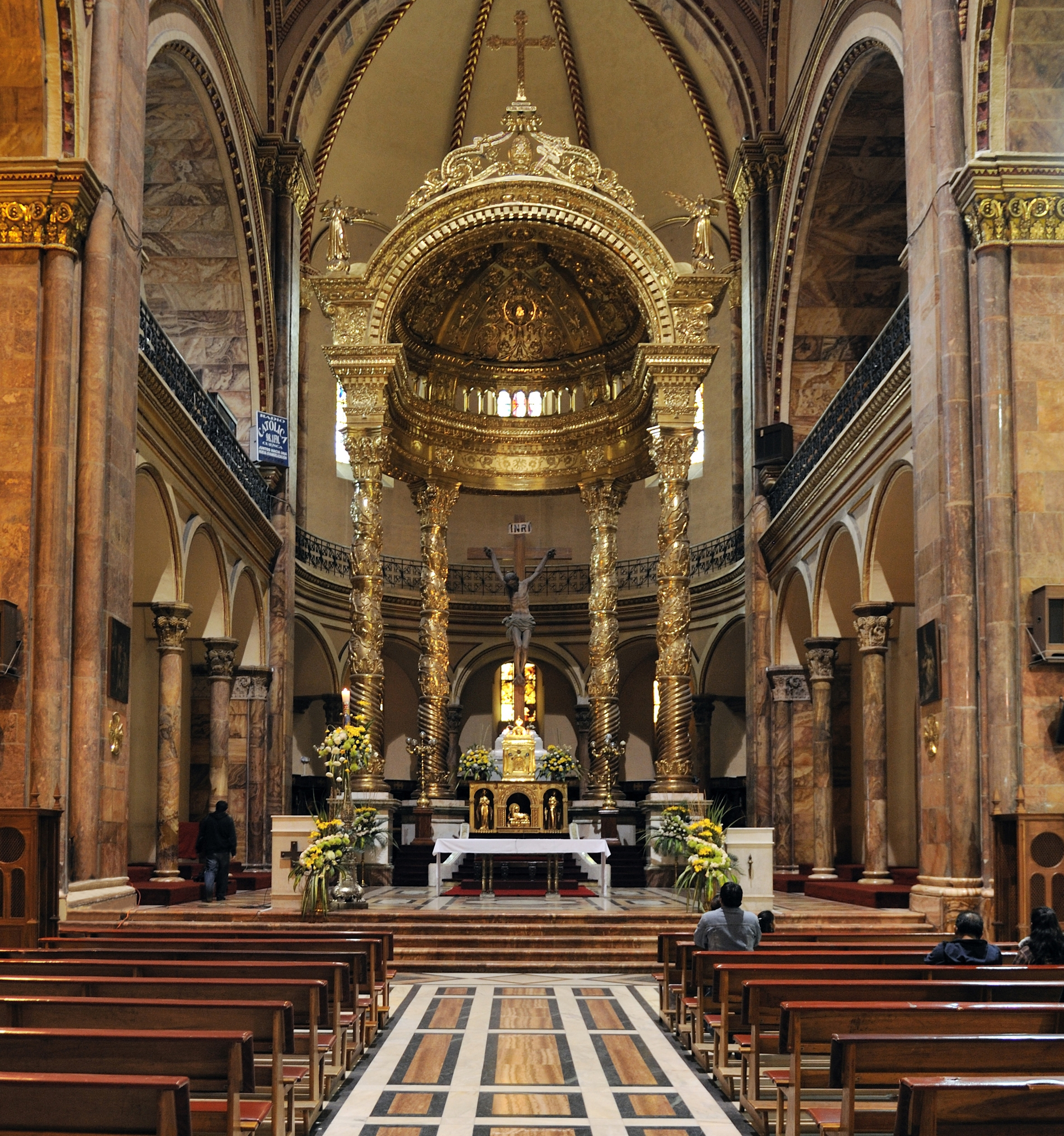
Ołtarz główny świątyni archikatedralnej